# Pat Du Pré
Patrick Du Pré (Liegi, 16 settembre 1954) è un ex tennista statunitense.

## Carriera
Si fa notare a livelli universitari mentre frequenta Stanford, conquista infatti il titolo NCAA in squadra nel 1973 e 1974 mentre viene onorato come All-American due anni dopo.
Tra i professionisti riesce a raggiungere il quattordicesimo posto in singolare e il trentesimo nel doppio maschile, entrambi nel 1980. In singolo ha giocato dieci finali uscendone quasi sempre sconfitto, l'unico titolo è arrivato a Hong Kong nel 1982. Nel doppio la media è più alta con quattro titoli conquistati su nove finali.
Nei tornei dello Slam ha ottenuto i migliori risultati nel 1979 grazie alla semifinale di Wimbledon e i quarti di finale agli US Open.

## Statistiche

### Singolare

#### Vittorie (1)
| Numero | Anno            | Torneo                    | Superficie | Avversario in finale | Punteggio |
| 1.     | 6 novembre 1982 | Hong Kong Open, Hong Kong | Cemento    | Morris Skip Strode   | 6-3, 6-3  |

### Doppio

#### Vittorie (4)
| Numero | Data             | Torneo                                 | Superficie       | Compagno      | Avversari in finale            | Punteggio      |
| 1.     | 27 novembre 1977 | ATP Taipei, Taipei                     | Sintetico indoor | Chris Delaney | Steve Docherty Tom Gorman      | 7-6, 7-6       |
| 2.     | 31 ottobre 1979  | Japan Open Tennis Championships, Tokyo | Terra rossa      | Colin Dibley  | Rod Frawley Francisco González | 3-6, 6-1, 6-1  |
| 3.     | 11 novembre 1979 | Hong Kong Open, Hong Kong              | Cemento          | Robert Lutz   | Steve Denton Mark Turpin       | 6–3, 6–4       |
| 4.     | 14 giugno 1981   | Queen's Club Championships, Londra     | Erba             | Brian Teacher | Kevin Curren Steve Denton      | 3–6, 7–6, 11–9 |